# Kościół Świętych Apostołów Piotra i Pawła w Łążynie
Kościół Świętych Apostołów Piotra i Pawła w Łążynie – rzymskokatolicki kościół parafialny należący do parafii pod tym samym wezwaniem (dekanat lubicki diecezji włocławskiej).
Obecna świątynia została wzniesiona w 1848 roku w miejscu poprzedniej drewnianej z 1710 roku, spalonej w 1846 roku. Fundatorem budowy był Gustaw Zieliński (1809–1881) – dziedzic dóbr Skępe i Łążyn. W 1938 roku rozpoczęły się prace przy rozbudowie świątyni o transept i prezbiterium, które zostały przerwane przez wybuch drugiej wojny światowej. Ostatecznie prace zostały zakończone w 1955 roku. Konsekracja kościoła przez księdza biskupa Antoniego Pawłowskiego odbyła się w dniu 4 września 1954 roku. Obiekt jest niezorientowany na osi wschód-zachód, z wejściem głównym od strony wschodniej i prezbiterium od strony zachodniej. Kościół jest murowany, wybudowany z cegły, osadzony na kamiennym cokole i otynkowany. Założony jest na rzucie krzyża łacińskiego. Bryła świątyni jest zwarta, z wieżą dzwonniczą, umieszczoną nad częścią wschodnią korpusu i wieżyczką na sygnaturkę usytuowaną nad przecięciem ramion transeptu z korpusem. Korpus i prezbiterium nakrywa wspólny dach dwuspadowy z dodatkową połacią zachodnią, ramiona transeptu nakrywają dachy trójspadowe – złożone z dachówek.
Wnętrze budowli jest salowe, otwierające się półkolistymi arkadami na ramiona transeptu. Ściany kościoła są zaakcentowane pilastrami, na kolebce jest umieszczony grunt oznaczający oryginalną długość korpusu. Przy ścianie wschodniej usytuowany jest chór muzyczny podparty czterema filarami, z których dwa środkowe, przedłużone ku górze, są podstawą wieży dzwonniczej.
Kapitalny remont świątyni został przeprowadzony w latach 2008–2010 dzięki staraniom parafian, darczyńców i księdza proboszcza.